# 김민주 (드라마 작가)
김민주는 대한민국의 텔레비전 드라마 작가이다. 

## 드라마
- 2019년 KBS2 월화 미니시리즈 《너의 노래를 들려줘》 ... 집필
- 2023년 KBS2 미니시리즈 《순정복서》 ... 집필